# ماتيو بودوان
ماتيو بودوان هو لاعب كرة قدم أمريكية ولاعب كرة قدم كندية كندي، ولد في 9 نوفمبر 1974 في مونتريال في كندا.

## وصلات خارجية
- ماتيو بودوان على موقع JustSportsStats.com (الإنجليزية)